# Parasicyonis ingolfi
Parasicyonis ingolfi är en havsanemonart som beskrevs av Oscar Henrik Carlgren 1942. Parasicyonis ingolfi ingår i släktet Parasicyonis och familjen Actinostolidae. Inga underarter finns listade i Catalogue of Life.